# Fosse/Verdon
Fosse/Verdon es una miniserie biográfica estadounidense, basada en la biografía Fosse de Sam Wasson, que se estrenó en FX el 9 de abril de 2019.

## Argumento
Fosse/Verdon sigue «la relación romántica y creativa entre Bob Fosse y Gwen Verdon. Fue un cineasta y uno de los coreógrafos y directores más influyentes del teatro; ella fue la mejor bailarina de Broadway de todos los tiempos. Juntos, cambiaron la cara del entretenimiento estadounidense, a un costo peligroso».
La historia de toda la serie se desarrolla a través de flashes de ida y vuelta de la relación de la pareja a través de los años. Incluye las inversiones de poder y estatus, así como los contextos que permitieron que todo ocurriera. Además, también presenta la contribución de Fosse y Verdon a la industria del entretenimiento a pesar de sus problemas personales.

## Elenco

### Principal
- Sam Rockwell como Bob Fosse
- Michelle Williams como Gwen Verdon
- Margaret Qualley como Ann Reinking
- Norbert Leo Butz como Paddy Chayefsky

### Recurrente
| - Aya Cash como Joan Simon - Nate Corddry como Neil Simon - Susan Misner como Joan McCracken - Bianca Marroquín como Chita Rivera - Kelli Barrett como Liza Minnelli - Evan Handler como Hal Prince - Rick Holmes como Fred Weaver - Paul Reiser como Cy Feuer - Ethan Slater como Joel Grey - Byron Jennings como George Abbott - Laura Osnes como Shirley MacLaine - Juliet Brett como Nicole Fosse - Brandon Uranowitz como Dustin Hoffman - Tyler Hanes como Jerry Orbach - Wayne Wilcox como Michael Kidd. - Lindsay Nicole Chambers como Leland Palmer - Santino Fontana como James Henaghan - Emily Dorsch como Gertrude Verdon - Christopher Tocco como Jack Cole | - Kelcy Griffin como Debbie Allen - Pamela Mitchell como Marsha Mason - Rema Webb como Paula Kelly - Justin Gazzillo como el joven Bobby - Spencer Moss como Mary Ann Fosse - David Turner como Ray Walston - George Bamford como Robert Surtees - George R. Sheffey como David Bretherton - Tim Young como John Rubinstein - Peggy J. Scott como Irene Ryan - Sean Patrick Doyle como Michael O'Haughey - Ryan Vandenboom como Eddie Phillips - Anthony Rosenthal como Charlie Grass - Nicholas Baroudi como Scott Brady - Jeremy Shamos como Joseph Hardy - Ahmad Simmons como Ben Vereen - Lin-Manuel Miranda como Roy Scheider |

## Episodios
| N.º | Título                                         | Dirigido por   | Escrito por                                                          | Fecha de emisión original | Código de prod. | Audiencia (millones) |
| --- | ---------------------------------------------- | -------------- | -------------------------------------------------------------------- | ------------------------- | --------------- | -------------------- |
| 1 | «Life is a Cabaret» «La vida es un cabaret»    | Thomas Kail    | Historia de: Steven Levenson y Thomas Kail Guion de: Steven Levenson | 9 de abril de 2019        | 1BRH01          | 0.614                |
| Tras el fracaso comercial de su debut cinematográfico, Sweet Charity, el director y coreógrafo de Broadway Bob Fosse está decidido a hacer de su próximo proyecto como director, Cabaret, un éxito, aunque esto signifique desafiar al productor Cy Feuer y engañar a su esposa y colaboradora creativa, la actriz y bailarina Gwen Verdon. |                                                |                |                                                                      |                           |                 |                      |
| 2 | «Who's Got the Pain?» «¿Quién tiene el dolor?» | Thomas Kail    | Steven Levenson                                                      | 16 de abril de 2019       | 1BRH02          | 0.425                |
| A medida que el matrimonio de Gwen y Bob se deteriora tras el descubrimiento de su última aventura extramatrimonial, Gwen reflexiona sobre cómo se conocieron durante la preproducción de Damn Yankees y cómo su relación personal y profesional comenzó a costa del matrimonio de Bob con la enferma estrella de Broadway Joan McCracken.  |                                                |                |                                                                      |                           |                 |                      |
| 3 | «Me and My Baby» «Yo y mi bebé»                | Adam Bernstein | Debora Cahn                                                          | 23 de abril de 2019       | 1BRH03          | 0.453                |
| Con Bob centrado en la edición de Cabaret, Gwen hace audiciones para el papel protagonista de una obra directa que la obliga a reflexionar sobre su desastroso primer matrimonio y un cambio de carrera que la llevó a su gran actuación en Can-Can.                                                                                        |                                                |                |                                                                      |                           |                 |                      |
| 4 | «Glory» «Gloria»                               | Jessica Yu     | Tracey Scott Wilson                                                  | 30 de abril de 2019       | 1BRH04          | 0.429                |
| Mientras Gwen lucha con su vida personal después de la presentación de Children! Children!, Bob hace malabares con el éxito de Cabaret, encabezando la producción de Liza with a Z y Pippin, y lidiando con el precio de la fama. |                                                |                |                                                                      |                           |                 |                      |
| 5 | «Where Am I Going?» «¿A dónde voy?»            | Thomas Kail    | Charlotte Stoudt                                                     | 7 de mayo de 2019         | 1BRH05          | 0.312                |
| Tres meses después de la muerte de Joan Simon, y tras la estancia de Bob en el psiquiátrico, las tensiones aumentan durante una noche lluviosa en la casa de verano de Bob en Southhampton entre sus invitados, entre los que se encontraban Gwen, Neil Simon, Paddy Chayefsky y Ann Reinking.                                              |                                                |                |                                                                      |                           |                 |                      |
| 6 | «All I Care About Is Love»                     | Minkie Spiro   | Ike Holter                                                           | 14 de mayo de 2019        | 1BRH06          | 0.364                |
| Bob se sobrecarga de trabajo y sufre un ataque al corazón mientras equilibra la edición de Lenny y los ensayos para Chicago. En el hospital, recuerda el abuso sexual que sufrió en su adolescencia. |                                                |                |                                                                      |                           |                 |                      |
| 7 | «Nowadays»                                     | Thomas Kail    | Joel Fields y Steven Levenson                                        | 21 de mayo de 2019        | 1BRH07          | 0.367                |
| Gwen y Bob continúan trabajando en Chicago, que Bob sigue tirando en una dirección más oscura. El show se abre a revisiones intermedias. Más tarde, Gwen contrae una infección vocal, y Bob consigue que Liza Minnelli siga con ella en su ausencia.                                                                                        |                                                |                |                                                                      |                           |                 |                      |
| 8 | «Providence»                                   | Thomas Kail    | Historia de: Joel Fields y Steven Levenson Guion de: Steven Levenson | 28 de mayo de 2019        | 1BRH08          | 0.495                |
| Se retratan los últimos años de la vida de Bob, desde el rodaje de All That Jazz, pasando por la dirección y la coreografía del resurgimiento de Sweet Charity, hasta el momento final en el que sufre un infarto en D.C. y se desploma en los brazos de Gwen.                                                                              |                                                |                |                                                                      |                           |                 |                      |

## Producción

### Desarrollo
El 5 de julio de 2018, se anunció que FX había dado una orden de serie que consistía en ocho episodios a una adaptación de la miniserie de televisión de la biografía de Sam Wasson de Bob Fosse, Fosse. Se esperaba que Steven Levenson sirviera como showrunner para la serie y escribiera el primer episodio, que estaba programado para ser dirigido por Thomas Kail. Los productores ejecutivos eran Levenson, Kail, Lin-Manuel Miranda, Sam Rockwell, Michelle Williams, y George Stelzner. Además, Nicole Fosse se estableció para servir como coproductora ejecutiva y Andy Blankenbuehler como coproductor. Se esperaba que las compañías de producción incluyeran Fox 21 Television Studios y FX Productions. El 25 de octubre de 2018, se informó que Kail dirigiría un total de cuatro de los ocho episodios de la serie. Un día después, se anunció que Joel Fields se había unido a la producción como escritor y productor ejecutivo adicional. El 23 de enero de 2019, se anunció que la serie se estrenaría el 9 de abril de 2019.

### Casting
Junto al anuncio del pedido de la serie, se confirmó que Sam Rockwell y Michelle Williams habían sido protagonistas de Bob Fosse y Gwen Verdon, respectivamente. El 19 de noviembre de 2018, se anunció que Margaret Qualley y Norbert Leo Butz habían sido elegidos en papeles regulares de la serie y que Aya Cash, Nate Corddry, Susan Misner, Bianca Marroquín, Kelli Barrett, Evan Handler, Rick Holmes, Paul Reiser, Ethan Slater, Byron Jennings, y Laura Osnes se habían unido al elenco en una capacidad recurrente.

### Filmación
El rodaje principal de la serie comenzó en noviembre de 2018 en Nueva York, Nueva York y se esperaba que durara hasta marzo de 2019.

## Lanzamiento
El 6 de enero de 2019, se lanzó un tráiler de la serie.

### Distribución
En España, se estrenó el 10 de abril de 2019 en HBO España. En Latinoamérica se estrenó el 28 de agosto de 2019 en Fox Premium Series.

## Recepción

### Premios y nominaciones
| Premio                           | Categoría                                 | Nominado(s)                   | Resultado | Ref.   |
| -------------------------------- | ----------------------------------------- | ----------------------------- | --------- | ------ |
| Premios de la Crítica Televisiva | Mejor Miniserie                           | Fosse/Verdon                  | Nominada  | [ 29 ] |
| Premios de la Crítica Televisiva | Mejor actor de miniserie                  | Sam Rockwell                  | Nominado  | [ 29 ] |
| Premios de la Crítica Televisiva | Mejor actriz de miniserie                 | Michelle Williams             | Ganadora  | [ 29 ] |
| Premios de la Crítica Televisiva | Mejor actriz de reparto de miniserie      | Margaret Qualley              | Nominada  | [ 29 ] |
| Premios Globo de Oro             | Mejor miniserie o telefilme               | Fosse/Verdon                  | Nominada  | [ 30 ] |
| Premios Globo de Oro             | Mejor actor de miniserie o telefilme      | Sam Rockwell                  | Nominado  | [ 30 ] |
| Premios Globo de Oro             | Mejor actriz de miniserie o telefilme     | Michelle Williams             | Ganadora  | [ 30 ] |
| Premios Primetime Emmy           | Mejor serie limitada                      | Fosse/Verdon                  | Nominada  | [ 31 ] |
| Premios Primetime Emmy           | Mejor actor de serie limitada             | Sam Rockwell                  | Nominado  | [ 31 ] |
| Premios Primetime Emmy           | Mejor actriz de serie limitada            | Michelle Williams             | Ganadora  | [ 31 ] |
| Premios Primetime Emmy           | Mejor actriz de reparto de serie limitada | Margaret Qualley              | Nominada  | [ 31 ] |
| Premios Primetime Emmy           | Mejor dirección de serie limitada         | Thomas Kail                   | Nominado  | [ 31 ] |
| Premios Primetime Emmy           | Mejor dirección de serie limitada         | Jessica Yu                    | Nominada  | [ 31 ] |
| Premios Primetime Emmy           | Mejor guion de serie limitada             | Joel Fields & Steven Levenson | Nominados | [ 31 ] |
| Premios Satellite                | Mejor miniserie                           | Fosse/Verdon                  | Nominada  | [ 32 ] |
| Premios Satellite                | Mejor actor de miniserie                  | Sam Rockwell                  | Nominado  | [ 32 ] |
| Premios Satellite                | Mejor actriz de miniserie                 | Michelle Williams             | Ganadora  | [ 32 ] |
| Premios del Sindicato de Actores | Mejor actor de miniserie o telefilme      | Sam Rockwell                  | Ganador   | [ 33 ] |
| Premios del Sindicato de Actores | Mejor actriz de miniserie o telefilme     | Michelle Williams             | Ganadora  | [ 33 ] |